# 欧洲电信标准协会卫星数字广播
欧洲电信标准协会卫星数字广播(SDR或ETSI SDR),是由欧洲电信标准协会所制订的关于卫星数字广播的相关标准。  
它适用于卫星直接广播到使用L波段或S波段的移动和手持无线电接收设备并辅以地面信号发射系统进行信号转发。 广播的内容包括多播音频(数字广播)，视频(移动电视)和数据(例如节目指南，文本和图形信息以及离线内容)。 使用卫星进行发射可以低成本解决因地理覆盖所带来的问题，而地面转发系统则可以有效改善城市中对广播信号的接收质量。 并且该规范制订时考虑了条件访问和数字版权管理所会带来的相关问题 。 
1worldspace从2009年开始在其覆盖欧洲的新服务网络中启用ETSI SDR。  Ondas Media也宣布将会使用ETSI SDR。 
ETSI SDR类似于Sirius XM广播 、2005年5月起在韩国用于多媒体广播的S-DMB系统 、 中国多媒体移动广播系统(CMMB)和已经停止服务的MobaHo!。服务（2004-2009）。 而DVB Project所创建的DVB-SH规范则与ETSI SDR广播系统十分类似。 

## ETSI SDR标准
ETSI SDR标准允许以互操作方式实现此网络的各个部分的相关功能。 到目前为止，ETSI已经对无线电接口的物理层链接进行了标准化，其允许在集成电路中使用解调器对信号进行解调。 以下是在ETSI EN 302 550 中对物理层链接的标准化阐述： 
1. ↑  ETSI TR 102 525 v1.1.1 (2006-09) Satellite Earth Stations and Systems (SES); Satellite Digital Radio (SDR) service; Functionalities, architecture and technologies
2. ↑  .   [2009-10-28]. （原始内容存档于2011-07-18）.
3. ↑  .   [2009-10-28]. （原始内容存档于2010-07-08）.